# موسيقى القوة البيضاء
موسيقى القوة البيضاء (بالإنجليزية: White power music)‏ هي الموسيقى التي تروج لأفكار ومبادئ القومية البيضاء، وتشتمل على أنواع موسيقية متنوعة فتشمل موسيقى الروك، والكانتري، والموسيقى التجريبية والفولك.  يرى عالم موسيقى الشعوب بينجامين رافاييل تيتيباوم أن موسيقى القوة البيضاء «من الممكن تحدديها بواسطة الكلمات التي تشيطن الذين يُنظر إليهم بشكل مختلف من غير البيض وتدافع عن الفخر والتضامن العرقي. وفي أغلب الأحيان، مع ذلك، يصور المُطَّلعون موسيقى القوة البيضاء على أنها مزيج من تلك المواضيع مع إيقاعات ثقيلة متتالية مع تتميم موسيقي مبني على موسيقى البانك أو الميتال.» وتتضمن الأنواع الفرعية لهذه الموسيقى كلاً من موسيقى البانك النازي، والروك ضد الشيوعية، وموسيقى البلاك ميتال الوطني الاشتراكي.
تكتب باربارا بيري أن مجموعات المؤمنين بسيادة البيض تتضمن "فصائل ثقافية فرعية منظمة بشكل كبير حول ترويج وتوزيع الموسيقى العنصرية." وبحسب لجنة حقوق الإنسان وتكافؤ الفرص فإن «الموسيقى العنصرية مشتقة أساسًا من حركة حليقي الرؤوس اليمينية المتطرفة، وعبر الإنترنت، ربما أصبحت الموسيقى أهم أداة للحركة النازية الجديدة الدولية لكسب الإيرادات والمجندين الجدد.» تقول مقالة في مجلة الموسيقى الشعبية والمجتمع «يعتقد الموسيقيون بأن الموسيقى ليست فقط وسيلة ناجحة لأيديولوجيتهم المعينة ولكن بإمكانها أيضًا تحسين الحركة عن طريق صياغتها بشكل إيجابي.»
كتبت دومينيك ج. بوليرا أن الموسيقى أكثر إقناعًا في أوروبا عما هي عليه في الولايات المتحدة، على الرغم من أن بعض البلدان الأوروبية منعت أو قيدت توزيعها. وتُرَّحِل الحكومات الأوروبية بشكل منتظم «الأجانب المتطرفين»، تمنع فرق القوة البيضاء وتداهم المنظمات التي تنتج وتوزع الموسيقى. والموسيقى العنصرية في الولايات المتحدة المحمية بموجب حق حرية التعبير الذي يكفله التعديل الأول لدستور الولايات المتحدة.

## موسيقى الكانتري للقوة البيضاء
ولَّدت موسيقى الكانتري عدة أنواع فرعية، ومن ضمنها موسيقى الكانتري البيضاء العنصرية ــ وتسمى أيضًا بالموسيقى التمييزية العنصرية ــ والتي جاءت ردًا على حركة الحقوق المدنية الأمريكية. وعبرَّت الأغاني عن مقاومة الحكومة الفيدرالية والمدافعين عن الحقوق المدنية الذين كانوا يتحدون المرض المستوطن للممارسات الراسخة للسياديين البيض جنوب الولايات المتحدة الأمريكية. وكان هنالك أيضًا تغيرات في صناعة تسجيل الموسيقى في الأربعينات والخمسينات مما سمح لشركات التسجيل المحلية بالتشكل عبر الولايات المتحدة، متوجهة إلى الأسواق المتخصصة الصغيرة. وكتب ب. س. مالون: «قدَّمت الصراعات التي شنها الأمريكيون السود للحفاظ على كرامتهم الاقتصادية والعدالة العرقية واحدًا من أبشع الفصول في تاريخ موسيقى الكانتري، تدفق من التسجيلات العنصرية على شركات التسجيلات الصغيرة، غالبًا من كراولي، لويزيانا، والتي مجَّدت الكو كلوكس كلان وهاجمت الأمريكيين الأفارقة بأفظع المصطلحات النمطية.»
استعمل الفنانون غالبًا أسماءً مستعارة، وكانت بعض موسيقاهم مجابهية بشكل كبير، مستخدمًة الأنماط، الكتابات العنصرية، وتهديدات العنف ضد ناشطي الحقوق المدنية بشكل صريح. والكثير من الموسيقى «امتازت بأنماط عنصرية بشكل صارخ تُذل الأمريكيين الأفارقة»، مساويًة إياهم مع الحيوانات أو «باستخدام الصور الكارتونية المرتبطة مع» جيغابوو«(إهانة عنصرية للسود)». وحذَّرت الكلمات من عنف أبيض ضد الأمريكيين الأفارقة إذا ما أصرّوا على أن يُعاملوا بتساوي. وكان هنالك أغانِ أخرى أكثر رقَة، تصيغ الرسائل العنصرية وراء الانتقادات الاجتماعية ونداءات العمل السياسي. وتشكك الكلمات بشرعية الحكومة الفيدرالية وتحشد البيض لحماية «الحقوق الجنوبية» والتقاليد، مُقلدين بذلك الشعبوية اليمينية. وتتضمن أغنية «القوة السوداء» الكلمات التالية:
الذين يصرخون «القوة السوداء»
سيدفنوننا أنا وأنت
نعم، الذين يصرخون «القوة السوداء»
يجب أن يتركوا بلدنا أن يكون...
رجال بيض واقفون مع بعضهم ويسجلون للتصويت
لا تدعهم يأخذون أرضنا
فما زال لدينا الكثر من الأمل.

### تسجيلات ريد ريبيل
في عام 1966، أسس رجل الأعمال جاي "ج.د." ميلر شركة تسجيلات متخصصة لشركته، شركة ريد ريبيل ذات الطابع التمييزي العنصري القطعي. ويمكن القول أنها كانت أكثر شركات التسجيل تميزًا من بين شركات موسيقى الكانتري العنصرية. وأصدرت ريد ليبل 21 أغنية منفردة لأنصار التمييز العنصري فقط، وهو ألبوم يتكون من 10 من أغانيهم الأكثر مبيعًا، أربع منها كانت لجوني ريبيل. وبيعت أكثر من 200,000 نسخة من أول أغنية منفردة للشركة وهي "سيدي الرئيس" (مشيرة إلى الرئيس حينها ليندون ب. جونسون)، لهابي فاتس (ليروي ليبلانك). وقد سخرت الأغنية من برامج المجتمع العظيم لجونسون، والتي هدفت إلى القضاء على الفقر والظلم العرقي. وكان هنالك أغانٍ أخرى عن الحقوق المدنية أو حرب فييتنام، "ولكنهم لم يهاجموا الناس السود فعليًا." وكانت أغنية "رحلة الطيران NAACP 105" لـ"ذا سون أوف ميسيسيبي" (جو نوريس) أكثر الأغاني مبيعًا لشركة التسجيلات؛ كانت الأغنية "مسرحية هزلية عفوية على نمط أموس 'ن' أندي. وقد تم تشغيل عدد قليل من تسجيلات ميلر العنصرية على الراديو في لويزيانا.

### جوني ريبيل
جوني ريبيل هو الاسم المستعار الذي استخدمه موسيقيّ الكاجون كانتري كليفورد جوزيف تراهاني في التسجيلات العنصرية التي أُصدرت في التسعينات، أصبح «جد موسيقى القوة البيضاء.» أغانِ جوني ريبيل المنفردة الست (مجموعها 12 أغنية)، تستخدم النعت العنصري زنجي بصورة متكررة، وأحيانًا ما تبدي التعاطف مع التمييز العرقي والكو كلوس كلان، كأول إصدار جانب-ب له «كاجو نكو كلوس كلان»، والتي كانت «قصة تحذيرية ترتكز على قصة ليفي كوون الذي تجرأ على طلب أن تتم خدمته في مقهى.» وكانت الأغاني «ضد-السود بشدة، وكلماتها مؤيدة للتمييز العنصري وموضوعة لرنات حقبة جنون التخلف.»
بسبب التسجيلات المبيوعة بطريقة غير شرعية والاهتمام بالإنترنت، لم تنتهي حياة جوني ريبيل المهنية أبدًا؛ وأُعيد اكتشافه في نهاية التسعينات، وأعاد نشر موسيقاه على أقراص مدمجة وروج لها على باستخدام موقعه الإلكتروني الخاص. ولم يثر الموقع مع ذلك اهتمامات جديدة بموسيقاه خارج قاعدة معجبيه حتى هجمات 11 سبتمبر عام 2001. سجل ونشر جوني ريبيل «نشيد الكافر»، حول «العقاب الذي على أمريكا أن تلحقه بأسامة بن لادن،» وقاد هذا إلى ظهوره على برنامج هاوارد ستيرن، حيث تم الترويج لألبومه التجميعي الجديد وأُغنيته الجديدة. وحصل برنامج ستيرن على ذروة مشاهدين بلغت 20 مليون. ويناقش مايكل وايد أن جوني ريبيل «أثر على الموسيقيين البريطانيين العنصريين، وبشكل ملحوظ على فرقة سكرودرايفر، والتي ألهمت موسيقيي اليمين المتطرف الآخرين.»

## موسيقى روك القوة البيضاء
موسيقى البانك النازية مشابهة بأسلوبها الموسيقي لأغلب أنواع البانك روك، وهذا بالرغم من اختلافها من ناحية أن كلمات الأغاني فيها تعبر عن الكراهية لليهود، والمثليين، والشيوعيين، واللاسلطويين، والمناهضين للعنصرية والناس الذين لا يعتبرون من البيض، وهي بذلك تتناقض كلياً مع الكلمات ذات الفحوى اليسارية لأغاني الأنواع الأخرى من موسيقى البانك روك. كان لدى الجبهة الوطنية للبيض القوميين في عام 1978 في بريطانيا منظمة شبابية ذات توجه خاص بموسيقى البانك تدعى «بانك فرونت» أو «جبهة البانك». على الرغم من استمرار «بانك فرونت» لسنة واحدة فقط، فقد تضمنت عددًا من فرق القوة البيضاء لموسيقى البانك مثل فرقة «ذا دينتيستس»، وفرقة «ذا فينتز»، وفرقة «تاجيك مايندز» وفرقة «وايت بوس». ظهرت الثقافة الفرعية للبانك النازي في الولايات المتحدة في بدايات الثمانينات خلال ظهور مجتمع الهاردكور بانك.
نشأت حركة روك ضد الشيوعية في المملكة المتحدة في أواخر عام 1978 مع ناشطين مرتبطين بحزب الجبهة الوطنية. وتُعد «سكرودرايفر» أكثر الفرق بروزًا، والتي بدأت كفرقة بانك غير سياسية ولكنها تطورت لتكون فرقة قوة بيضاء من حليقي الرأس بعد انفصال التشكيلة الأصلية للفرقة وتشكيل واحدة جديدة. وقد كانوا «أكثر الفرق المهيمنة العرقية البيضاء المتطرفة» وتم تمجيدهم في «الحركة المنبثقة التي خرجت كَرَد على تصورات الليبرالية السياسية، التعددية، وخسارة السلطة في المجتمع الأبيض.» دافعت سكرودرايفر نيابة عن اليمين المتطرف والسياسيين المتطرفين، وعرف قائد الفرقة إيان ستيوارت دونالدسون عن نفسه بأنه نازي بريطاني جديد. وأدى الفريق أغانيه لحليقي الرأس من مؤيدي القوة البيضاء الآخرين و«أكد على الحاجة إلى عنف سياسي متطرف.» والفرق التي مشت على خطاهم أيضًا «دمجت الأيديولوجية العنصرية، الهيفي ميتال وأنماط الهارد روك»، مشتملة على «عنصرية عنيفة وقومية عرقية».